# محمد مختار الخطيب
محمد مختار الخطيب  هو سياسي سوداني أختارته اللجنة المركزية في الحزب الشيوعي السوداني سكرتيراً عاماً للحزب.

## نشاطه النقابي
- من قادة إضراب عموم نقابات الفنيين في السودان عام 1978م إبان النظام المايوي
- من مؤسسي ورئيس تجمع نقابات العاملين بمؤسسة حلفا الجديدة الزراعية في عام 1971م
- رئيس تجمع نقابات العاملين بمؤسسة حلفا الجديدة الزراعية (إعادة تكوين) في الفترة من 1980 - 1981م
- سكرتير المجمع التعاوني للعاملين بمؤسسة حلفا الجديدة الزراعية للدورتين 1979– 1981م
- عضو اللجنة التنفيذية للجنة الشعبية لأبناء حلفا للتكامل والتعمير (حلفا الجديدة)[1]
- من مؤسسي وعضو اللجنة التنفيذية لأتحاد الشباب السوداني بمنطقة حلفا الجديدة في الفترة من 1964–1971م
- رئيس لجنة إعادة الخدمات مدينة حلفا الجديدة في الفترة من 2006 - 2008م

### نشاطه السياسي
- عضو اللجنة المركزية والمكتب السياسي للحزب.
- السكرتير العام للحزب الشيوعي السوداني
- مرشح الدائرة 11 حلفا الجديدة الجغرافية القومية المجلس الوطني في انتخابات 2010 .[2]